# Championnat de Malaisie de football 1988
Navigation
Saison 1987 Saison 1992
La saison 1988 du Championnat de Malaisie de football est la septième édition de la première division en Malaisie. Le championnat n'est en fait qu'une phase qualificative pour une compétition plus prestigieuse, la Coupe de Malaisie. Les dix-sept clubs engagés affrontent une seule fois leurs adversaires et seuls les huit premiers se qualifient pour la phase finale de la Coupe de Malaisie, disputée sous forme de matchs à élimination directe.
C'est le club de Kuala Lumpur FA qui termine en tête du classement et qui remporte donc le titre officiel de champion de Malaisie. C'est le deuxième titre de l'histoire du club après celui remporté en 1986.
Deux équipes étrangères, une composée de joueurs brunéiens et une autre de joueurs de Singapour, participent également à la compétition.

## Les clubs participants
| - Singapour Lions - Penang FA - Kelantan FA - Kedah FA - Pahang FA - Selangor FA - Brunei FA - Kuala Lumpur FA - Air Force FA | - Johor FA - Melaka FA - Perlis FA - Sarawak FA - Negeri Sembilan FA - Terengganu FA - Perak FA - Sabah FA |

## Compétition
Le barème de points servant à établir le classement se décompose ainsi :
- Victoire : 3 points
- Match nul : 1 point
- Défaite : 0 point

### Classement
| Rang | Équipe             | Pts | J  | G  | N | P  | Bp | Bc | Diff |
| ---- | ------------------ | --- | -- | -- | - | -- | -- | -- | ---- |
| 1    | Kuala Lumpur FA    | 37  | 16 | 11 | 4 | 1  | 42 | 11 | +31  |
| 2    | Singapour Lions    | 33  | 16 | 9  | 6 | 1  | 31 | 5  | +26  |
| 3    | Kelantan FA        | 29  | 16 | 9  | 2 | 5  | 30 | 15 | +15  |
| 4    | Kedah FA           | 27  | 16 | 7  | 6 | 3  | 23 | 8  | +15  |
| 5    | Penang FA          | 27  | 16 | 8  | 3 | 5  | 20 | 15 | +5   |
| 6    | Sarawak FA         | 27  | 16 | 7  | 6 | 3  | 18 | 13 | +5   |
| 7    | Johor FA           | 26  | 16 | 6  | 8 | 2  | 32 | 14 | +18  |
| 8    | Selangor FA        | 25  | 16 | 8  | 1 | 7  | 27 | 19 | +8   |
| 9    | Pahang FAT         | 24  | 16 | 6  | 6 | 4  | 32 | 17 | +15  |
| 10   | Negeri Sembilan FA | 23  | 16 | 6  | 5 | 5  | 18 | 19 | -1   |
| 11   | Terengganu FA      | 23  | 16 | 6  | 5 | 5  | 18 | 21 | -3   |
| 12   | Perak FA           | 21  | 16 | 6  | 3 | 7  | 25 | 34 | -9   |
| 13   | Melaka FA          | 14  | 16 | 3  | 5 | 8  | 13 | 32 | -19  |
| 14   | Perlis FA          | 13  | 16 | 3  | 4 | 9  | 15 | 32 | -17  |
| 15   | Sabah FA           | 11  | 16 | 3  | 2 | 11 | 12 | 38 | -26  |
| 16   | Brunei FA          | 9   | 16 | 3  | 0 | 13 | 14 | 45 | -31  |
| 17   | Air Force FA       | 4   | 16 | 0  | 4 | 12 | 9  | 40 | -31  |

|  | Qualification pour la Coupe d'Asie des clubs champions 1989-1990 Qualification pour la phase finale de la Coupe de Malaisie |
|  | Qualification pour la phase finale de la Coupe de Malaisie                                                                  |
|  | T : Tenant du titre |

## Bilan de la saison
| Championnat de Malaisie de football 1988   |                            |
| Champion                                   | Kuala Lumpur FA (2e titre) |
| Qualifications continentales               |                            |
| Coupe d'Asie des clubs champions 1989-1990 | Kuala Lumpur FA            |